# Tamara Kazachkova
Tamara Kazachkova (Unión Soviética, 15 de agosto de 1950), también llamada Tamara Sorokina, es una atleta soviética retirada especializada en la prueba de 1500 m, en la que consiguió ser medallista de bronce europea en pista cubierta en 1974.

## Carrera deportiva
En el Campeonato Europeo de Atletismo en Pista Cubierta de 1974 ganó la medalla de bronce en los 1500 metros, llegando a meta en un tiempo de 4:14.45 segundos, siendo superada por la búlgara Tonka Petrova y la alemana Karin Krebs.